# Wardlow (wrestler)
Michael Austin Wardlow, pseud. Wardlow (ur. 19 stycznia 1988 w Middlefield) – amerykański wrestler występujący obecnie w federacji AEW. 

## Osiągnięcia
Revenge Pro Wrestling
- Revenge Pro World Championship - 1 raz

### International Wrestling Cartel
- IWC Super Indy Championship - 1 raz[2]
- IWC World Heavyweight Championship - 3 razy[3]
- Super 18 Tournament - 2019

### All Elite Wrestling
- AEW TNT Championship - 3 razy[4]
- Face of the Revolution Ladder Match - 2022[5]